# Orthorrhynchium hampeanum
Orthorrhynchium hampeanum là một loài rêu trong họ Orthorrhynchiaceae. Loài này được Müll. Hal. mô tả khoa học đầu tiên năm 1869.